# Kirche Panitzsch

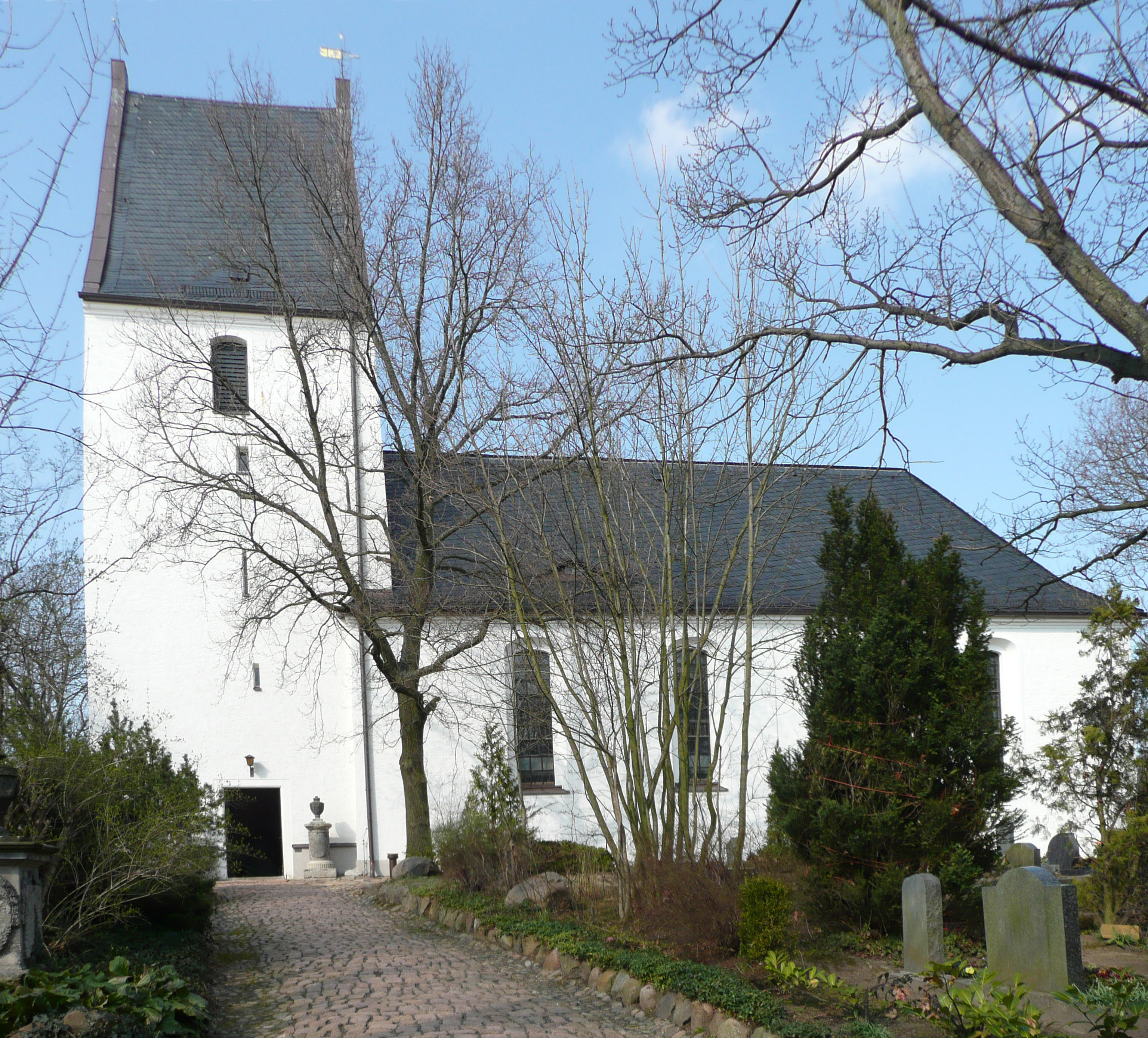
Kirche zu Panitzsch, Südseite (2011)

Die Kirche zu Panitzsch ist der im 13. Jahrhundert entstandene, ursprünglich romanische Sakralbau der Evangelisch-Lutherischen Landeskirche Sachsens, der 1705 barockisiert wurde. Sie liegt auf dem 142 Meter hohen Kirchberg über dem Dorf Panitzsch, einem Ortsteil der Gemeinde Borsdorf im sächsischen Landkreis Leipzig. Landläufig wird die Kirche Panitzsch – gemeinsam mit der Bergkirche Beucha und der Kirche Hohen Thekla – als einer der „Drei Hohepriester“ im Leipziger Umland bezeichnet.

## Geschichte
Auf dem Kirchberg gab es schon vor der Besiedlung der Slawen (zwischen 600 und 900) ein germanisches Heiligtum. Auch die Slawen hatten an gleicher Stelle einen Kultplatz. Als unter Heinrich I. und Otto I. die Mark Meißen kolonisiert und christianisiert wurde, kamen neue Siedler aus Franken, dem Niederrhein und Flandern. Die slawische Bevölkerung wurde christianisiert und assimiliert.

### Erste Holzbauten
Von 1050 bis 1080 wurde eine 5 mal 7 Meter große Missionsstation gebaut. Sie bestand aus Pfosten als Gerüst mit einem Strohdach und palisadenartigen Wänden sowie einer Sonnenuhr als Zeitmesser. Das Holz als Baustoff bot sich durch die benachbarten großen Wälder an; wurde Holz als Baustoff verwendet. Das Know-how (fränkischer Fachwerkbau) brachten die von Wiprecht von Groitzsch 1104 in die Region gerufenen fränkischen Kolonisten in das Gebiet.
1100 bis 1150 wurde die zweite Holzkirche als Schwellbalkenkirche errichtet. Der Saal hatte die Maße 8,8 Meter mal 5 Meter, der Chor maß 4 Meter mal 3,8 Meter, das Presbyterium 2,5 Meter mal 2,6 Meter. Eine Besonderheit war die runde Fünde mit einem Durchmesser von 1,60 Meter in der Mitte der Kirche für die Ganzkörpertaufe. Es gab einen Votivaltar für den Schutzpatron des Erzbistums Magdeburg Mauritius; ein weiterer Altar befand sich im Presbyterium.
Wie die Holzkirchen vernichtet wurden, ist nicht überliefert. Von diesen ersten Kirchbauten gibt es im Pfarrhaus Panitzsch historisch exakte Modelle, die Dieter Schödl (1935–2020) aus Borsdorf schuf.

### Romanischer Bau
1200 bis 1220 wurde die Romanische Kirche aus Feldsteinen erbaut (Maße: Turm 7,8 Meter × 7,6 Meter; Saal 11,8 Meter × 8,6 Meter; Chor 4,4 Meter × 7 Meter und halbrunde Apsis mit 3,8 Meter × 5,2 Meter). Der Saal hatte zwei schmale Eingänge in der Nord- und Südseite und mehrere kleine Fenster sowie einen romanischen Taufstein, einen 2 Meter × 2 Meter großen Altar in der Apsis und den Votivaltar an der Westseite des Saales. Der Turm hatte ein mittelalterliches Gewölbe und keinen Zugang von außen. Die Deckenbalken blieben sichtbar.
Die kreisförmige Ummauerung des Kirchhofes weist für Cornelius Gurlitt darauf hin, dass Kirche samt Kirchhof einst als Wallburg gedient haben mögen. Sie wurde an den Friedhofsmauern von den männlichen Bewohnern verteidigt. Frauen, Kinder und Kleintiere konnten in ihr Schutz suchen. Die Türen wurden von innen mit Schubbalken geschlossen. Die Außenfassade war nicht verputzt. 1459 wurde eine neue Glocke für die Kirche gegossen.
1539 trat das albertinische Sachsen der Reformation bei und Panitzsch wurde evangelisch. Ende des 16. Jahrhunderts ist eine letzte umfassende Renovierung beurkundet. 1623 kam eine neue Kanzel hinzu, die an der Südseite am Triumphbogen stand. 1631/1632 brachte die Schlacht bei Breitenfeld bzw. Lützen große Verwüstungen.
1660 wurde ein neuer Beichtstuhl aufgestellt.

### Barocker Umbau
Beschwerden der Einwohner und des Pfarrers brachten 1705 einen völligen Umbau der Kirche, die dadurch barockisiert wurde. Die alten Türen wurden zugemauert, der Saal geöffnet, Chor und Apsis beseitigt und der Saal um zwei Fensterreihen erweitert. Die Schalllöcher im Turm wurden ebenfalls verändert. Der barocke Kanzelaltar, die Sakristei, die Emporen und die Kirchenbänke wurden eingebaut. Zur gleichen Zeit wurde die Orgel errichtet, deren Erbauer bis heute nicht bekannt ist. 1757 wurde diese von dem Orgelbauer Johann Christian Flemming erneuert. 1724 kam der Taufengel von Caspar Friedrich Löbelt in die Kirche. 1756 kam die dritte Glocke hinzu. Seit dieser Zeit wurden keine nennenswerten Veränderungen mehr vorgenommen.

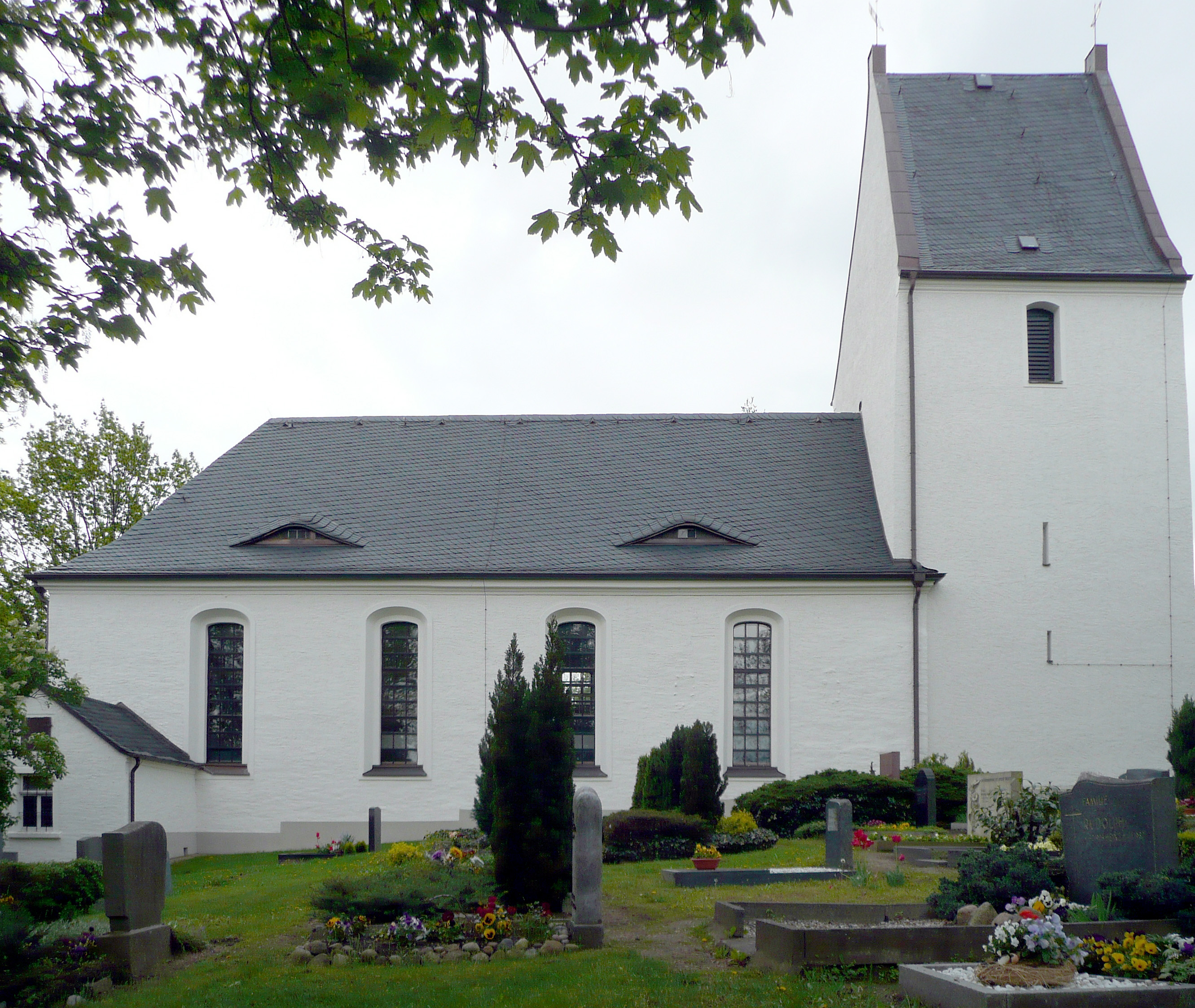
Kirche Panitzsch von der Nordseite (2010)
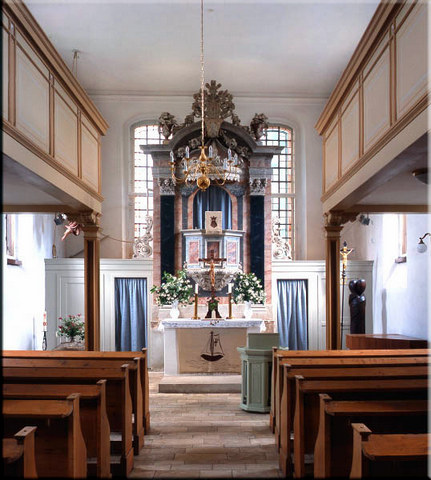
Blick zum Altar (2014)
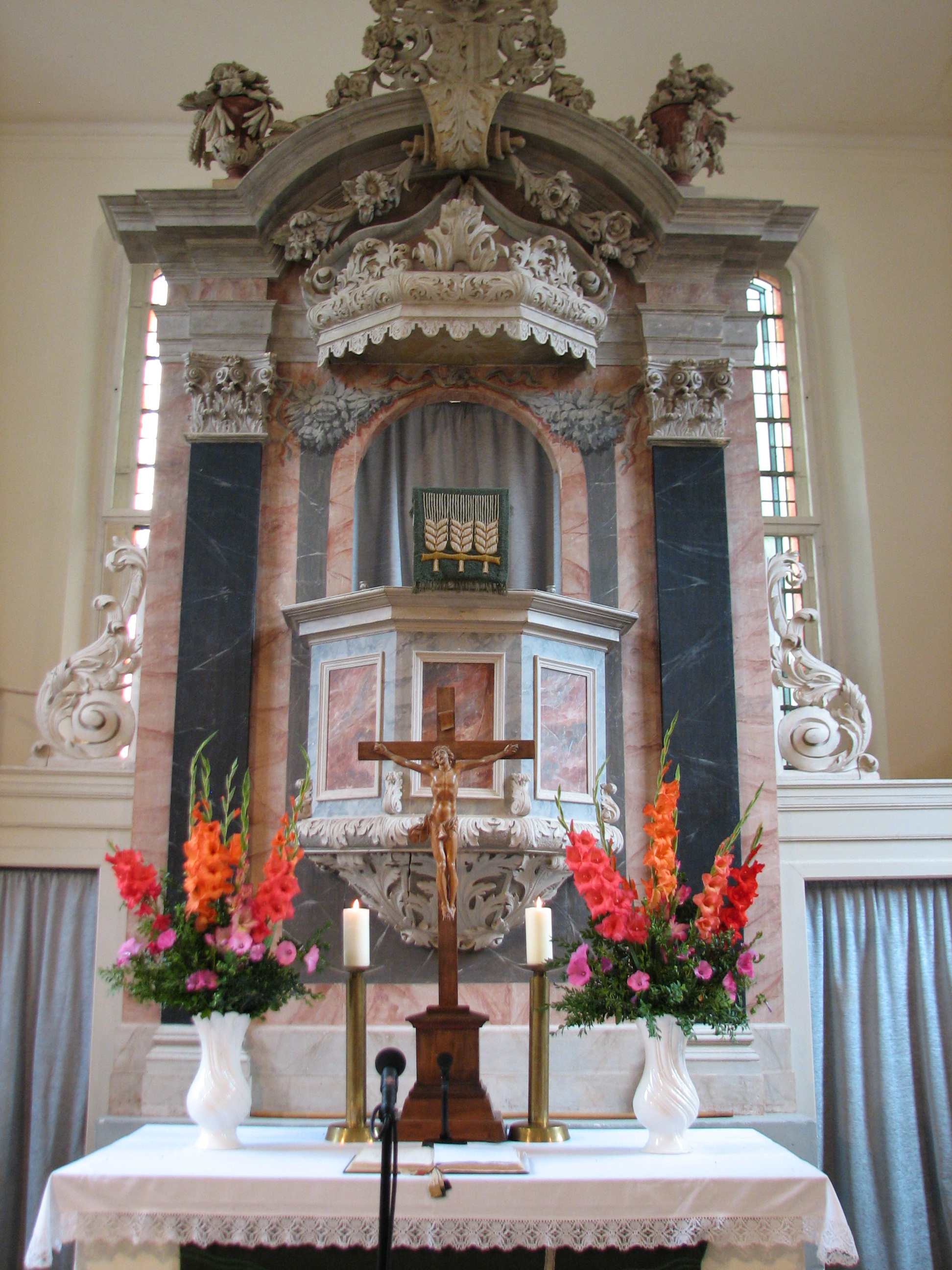
Kanzelaltar (2010)
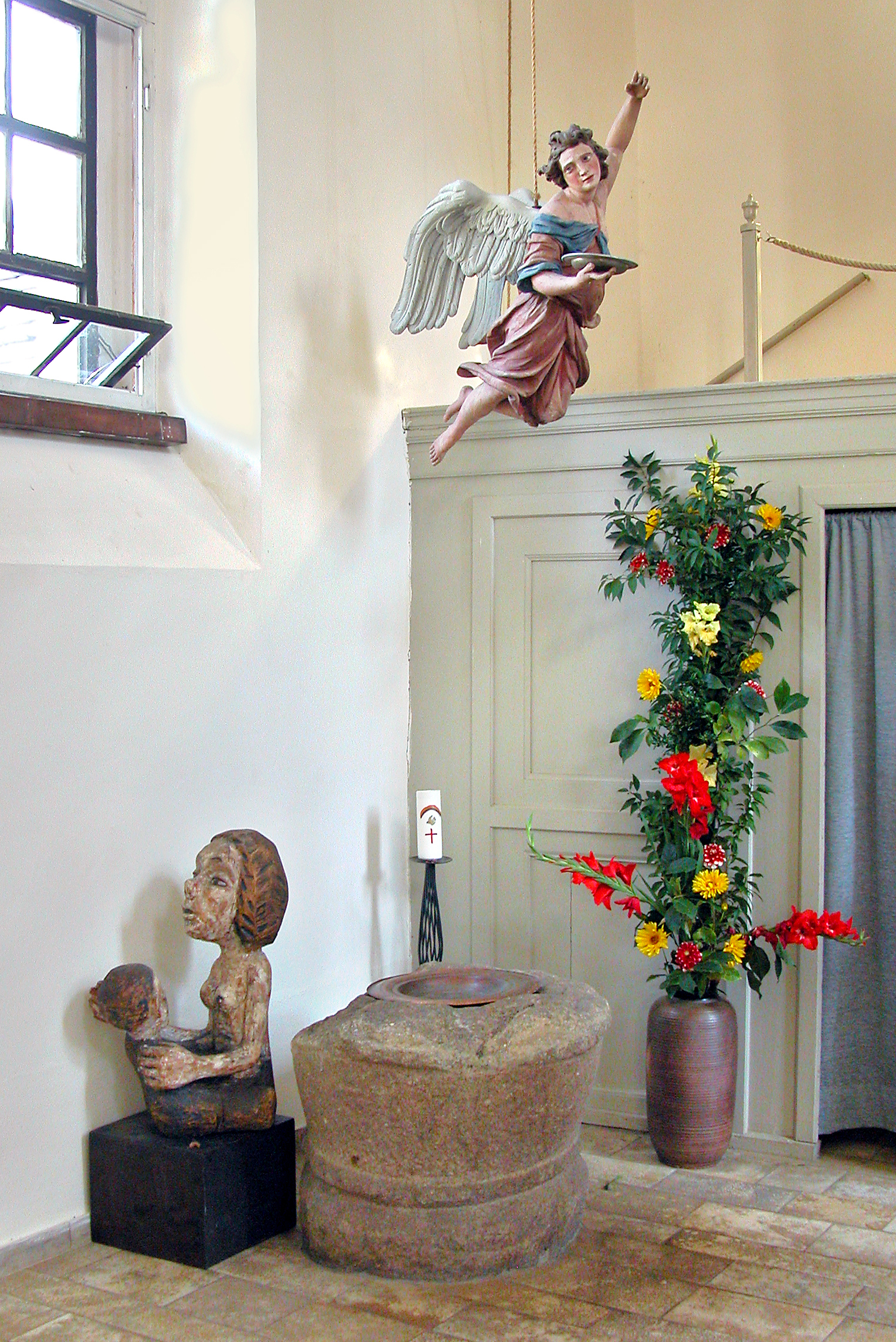
Romanischer Taufstein, barocker Taufengel (2009)
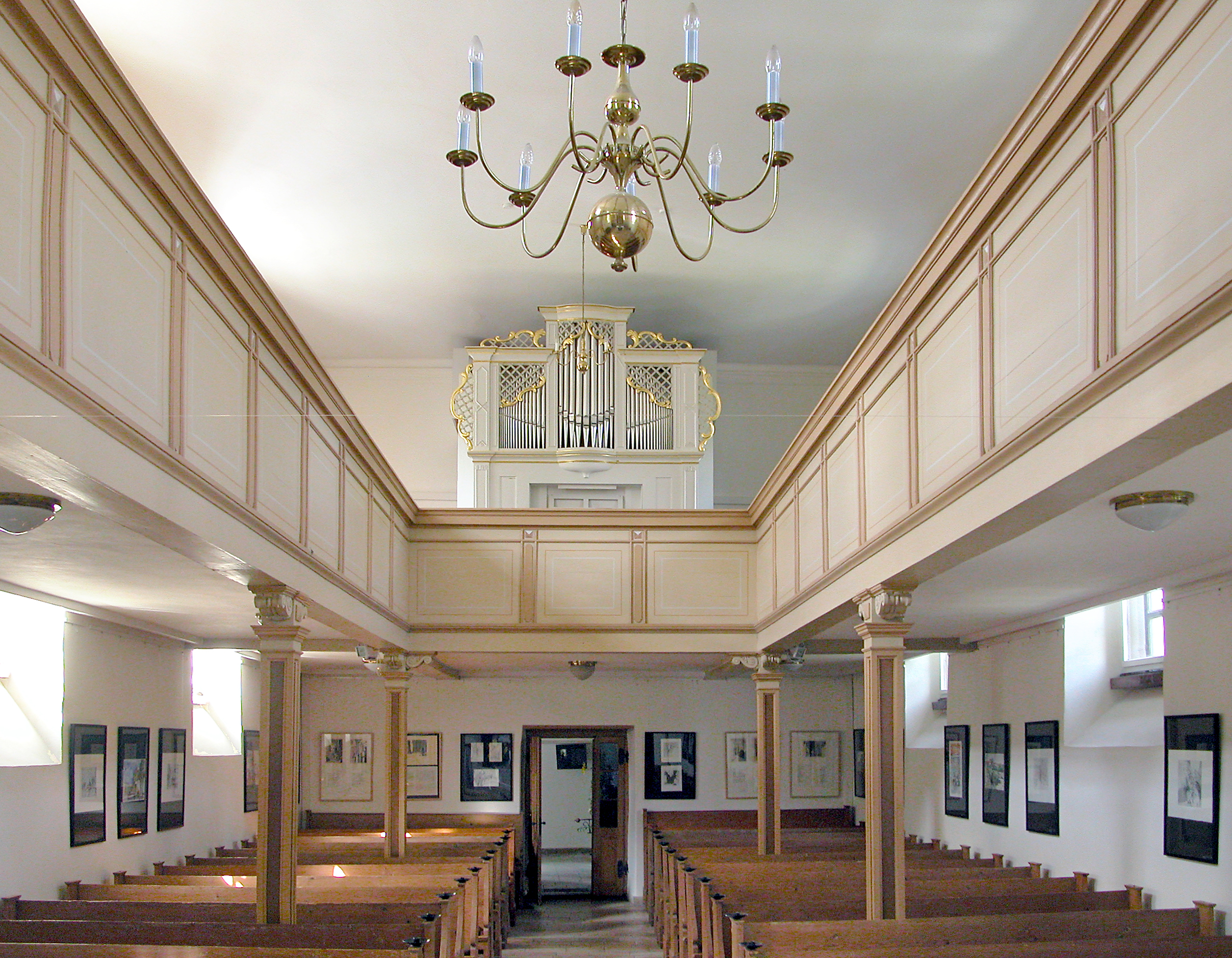
Blick vom Altar zur Empore und zur Orgel (2009)

## Jüngere Vergangenheit und Gegenwart
Die Kirche wurde unter Pfarrer Reinhard Freiers Leitung zwischen 2005 und 2007 vollständig denkmalgerecht saniert und renoviert, das Dach des Kirchenschiffs mit Thüringer Schiefer neu gedeckt und die drei historisch bedeutsamen Glocken – zwei mit sehr seltenen mittelalterlichen Glocken-Ritzzeichnungen – in Deutschlands einziger Spezialwerkstatt restauriert. Die Arbeiten an und in der Kirche kosteten 333.000 Euro, die für die drei Glocken 45.000 Euro. Dokumentiert sind die Geschehnisse in den drei von Holger Zürch veröffentlichten Hohepriester-Büchern.
|  |  |

### Konzerte, Ausstellungen, Vorträge

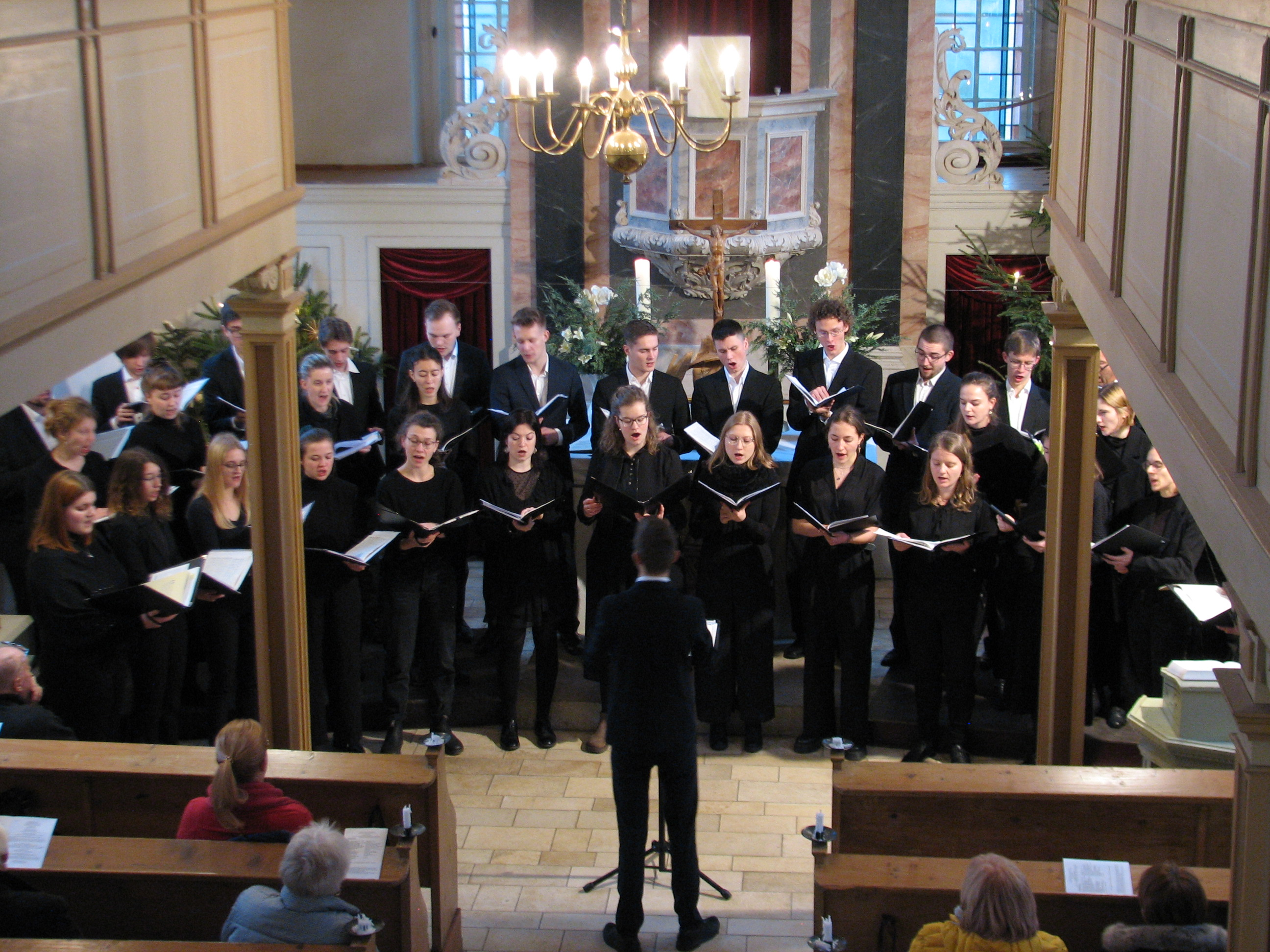
Collegium Thomanum-Konzert am 8. Januar 2023 in der Kirche Panitzsch
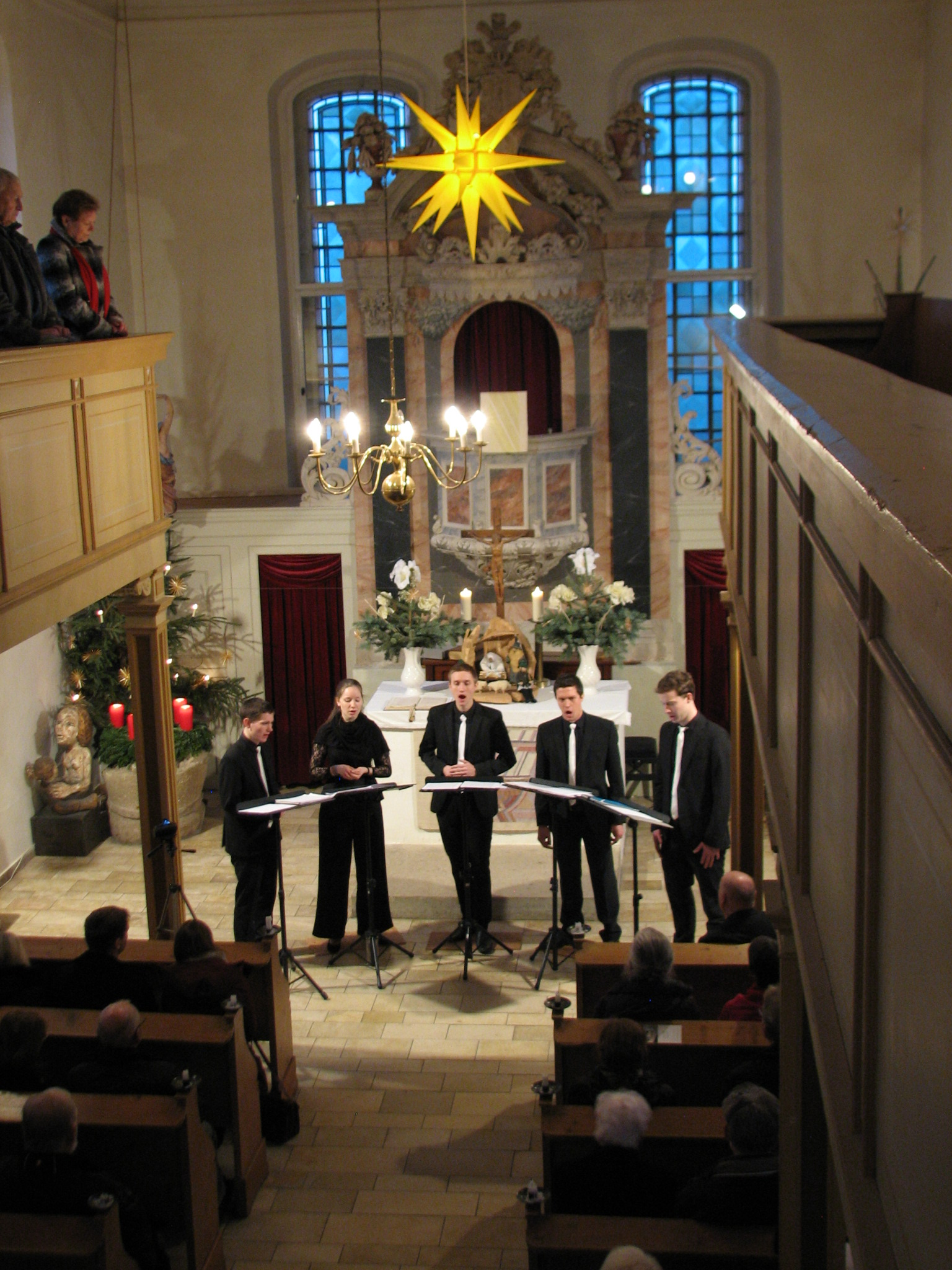
Fimmadur am 6. Januar 2019 in der Kirche Panitzsch

Zusätzlich zum kirchlichen Leben ist das Gotteshaus seit Ende Oktober 1993 über die Region hinaus bekannt als Ort regelmäßiger vielfältiger Kunst- und Kultur-Aktivitäten. Pfarrer Reinhard Freier, seit Ostern 1979 in Panitzsch tätig, holt immer wieder Musiker, Künstler und Maler verschiedener Genres in das Gotteshaus.
Stellvertretend seien genannt: Gotthold Schwarz (mehrmals im Jahr mit seinen verschiedenen Ensembles in der Kirche Panitzsch zu Gast, etwa mit dem Barocktrio Gotthold Schwarz,). Er hat eine enge Verbindung zur Kirche in Panitzsch; so brachte er dort am 20. Januar 2019 zusammen mit Musikern des Sächsischen Barockorchesters Leipzig sein Telemann-Preisträger-Galakonzert zur Aufführung. Mit jenem Konzert in Magdeburg 2018 hatte sich Schwarz für seine Auszeichnung mit dem Telemann-Preis bedankt.
In der Kirche gestalteten die beiden bedeutendsten Kantoren Leipzigs gemeinsam am 8. November 2020 eine musikalische Vesper: Der damalige Thomaskantor Gotthold Schwarz als Sänger und der Nikolaikantor Lucas Pohle als Organist an der Flemming- und Truhenorgel brachten geistliche Lieder und Arien zur Aufführung.
Weiter seien genannt: Gerhard Schöne, Stephan König, Friedhelm Eberle, Stefan Altner, David Timm, Heinz Rudolf Kunze, Gunther Emmerlich, die Ensembles Amarcord, Fimmadur, Collegium Thomanum, arcum tendere lipsiense, das Bach-Orchester Leipzig, das Leipziger Barock-Orchester, der Leipziger Kammerchor, der Autor Bernd-Lutz Lange, die Organisten Matthias Eisenberg und Christiane Bräutigam sowie der Fotograf Vuk D. Karadžić.
Auch talentierten jungen, noch weniger bekannten Ensembles wie etwa voicemade aus Leipzig bietet Pfarrer i. R. Freier erste Auftrittsmöglichkeiten. Ein weiteres Ereignis war das Tango-Argentino-Konzert mit dem Orquesta Típica Andariega aus Argentinien.
Ab 2005 gab es jahrelang jeweils in der Woche zum Reformationstag eine Festwoche mit Konzerten und Vorträgen. Zu Gast waren dabei beispielsweise Friedrich Schorlemmer, Eberhard Burger, Gerhart Pasch, Jens Bulisch, Uwe Gerd Liebert, Matthias Petzold.
Von Oktober 2013 bis Ende Januar 2014 war in der Kirche Panitzsch die Ausstellung „Arbeiten auf Papier“ von Michael Triegel zu sehen; gezeigt wurden 46 Radierungen und Lithografien mit Themen der antiken Mythologie, des christlichen Heilgeschehens sowie Arbeiten zur Literatur und auf Reisen entstandene Landschaften aus dem Zeitraum 1992 bis 2013.
Am 30. März 2014 war die Kirche Ort für eine Veranstaltung der Evangelischen Verlagsanstalt: Pfarrer Freier begrüßte Christoph Wonneberger, Roland Jahn (Bundesbeauftragter für die Stasi-Unterlagen) und den Buch-Autor und einstigen LVZ-Chefreporter Thomas Mayer zu Buch-Präsentation und Podiumsgespräch über die Wonneberger-Biographie Der nicht aufgibt.
Im Jahr 2019 kamen zu den Konzerten insgesamt rund 1.800 Besucher in die Kirche Panitzsch.
Am 7. April 2024 hielt Michael Maul einen Vortrag mit Musikbeispielen über das Schaffen von Johann Sebastian Bach und dessen Zeit als Thomaskantor in Leipzig.

### Die Kirche in Rundfunk und Fernsehen
Am 1. August 2010 und am 30. Dezember 2012 übertrug das Kultur-Hörfunkprogramm des Mitteldeutschen Rundfunks, MDR Figaro, den jeweiligen sonntäglichen Gottesdienst der Kirchgemeinde Panitzsch mit Pfarrer Reinhard Freier als Direktübertragung.
Am 20. November 2013 zeigte Das Erste/ARD aus der östlich von Leipzig gelegene Kirchgemeinde am Jakobsweg als Direktübertragung den Gottesdienst zum Buß- und Bettag aus der Kirche Panitzsch – „Wege finden aber auch Umkehr“ war das Thema. Die Gottesdienst-Übertragung hatte in der ARD 270.000 Zuschauer.

### Pfarrer Reinhard Freier

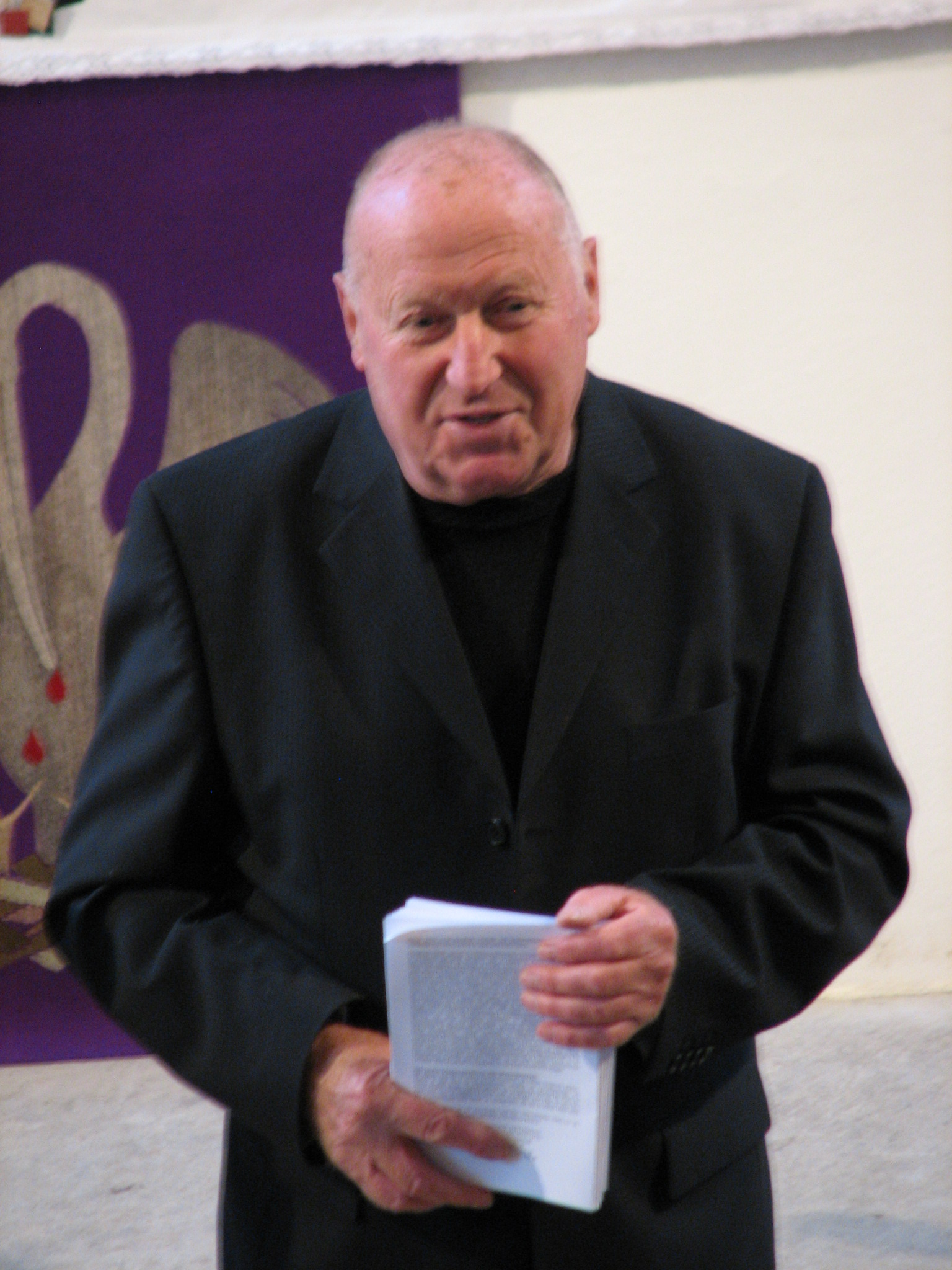
Reinhard Freier (18. November 2018, Kirche Panitzsch)

Pfarrer Reinhard Freier (Jahrgang 1948, ordiniert am 25. Dezember 1976 in Leipzigs Nikolaikirche von Superintendent Gersdorf), predigte am 9. April 1979 erstmals in der Kirche zu Panitzsch.
Die Neueindeckung des beschädigten Kirchturmdaches mit Thüringer Schiefer war die erste seiner zahlreichen baulichen Amtshandlungen, nachdem Freier zuvor in gleicher Weise das Kirchenschiff der St.-Moritz-Kirche in Taucha hatte sanieren lassen können. Auch war er maßgeblich an den Sanierungen der Kirchen in Göbschelwitz, Seehausen, Hohenheida und Gottscheina beteiligt.
Ende September 2013 schied Reinhard Freier nach mehr als 34 Pfarrer-Dienstjahren in Panitzsch entsprechend der landeskirchlich vorgegebenen Altersgrenze von 65 Jahren offiziell aus dem aktiven Dienst aus. Auch wurde 2014 die mit der Kirchgemeinde Panitzsch verbliebene halbe Pfarrer-Planstelle von der Evangelisch-Lutherischen Landeskirche Sachsens gestrichen – offiziell aufgrund des Demographischen Wandels und des damit verbundenen sachsenweiten starken Rückgangs an Kirchenmitgliedern. Dabei gab es in Panitzsch in den zurückliegenden 20 Jahren einen Anstieg von 378 auf 559 Kirchenmitglieder (Stand: Februar 2012).
Auf Wunsch und Bitte der Kirchgemeinde hatte Freier seine Bereitschaft bekundet, bis 2016 als „Pfarrer im Ehrenamt“ weiter in bedeutendem Umfang für die Gemeinde tätig zu sein. Im Gemeindebrief vom Oktober 2016 erklärte der Pfarrer i. R. (= im Ruhestand): „Solange mir Gott die Kraft, die Freude und das Vermögen gibt, auch als Pfarrer i.R., das heißt im Rennen bzw. im Unruhestand noch tätig zu sein, will ich es gerne tun.“
Im Jahr 2017 gehörte er aufgrund seiner jahrzehntelangen ehrenamtlichen Tätigkeit zu den Nominierten für den Sächsischen Bürgerpreis in der Rubrik Kulturell-geistliches Engagement.
Seit der Wiedereinweihung der Orgel am 31. Oktober 1993 organisiert Reinhard Freier ehrenamtlich regelmäßig Kulturveranstaltungen in der Kirche Panitzsch. Er hat seitdem bis Dezember 2023 in der Kulturkirche Panitzsch 750 Konzerte und 100 Ausstellungen realisiert. Am 31. Oktober 2023 wurde das Jubiläum „30 Jahre Kulturkirche Panitzsch“ mit einem Konzert von Trompeter Alexander Pfeifer und Organist Frank Zimpel festlich begangen.
Reinhard Freier erhielt für seine drei Dekaden ehrenamtlicher Tätigkeit eine Ehrung von Sozialministerin Petra Köpping und Landtagsvizepräsidentin Andrea Dombois. Sie wurde am 2. Dezember 2023 zum Ehrenamtsempfang des Sächsischen Staatsministeriums für Soziales und Gesellschaftlichen Zusammenhalt im Sächsischen Landtag überreicht.
Freier ist seit seinem Ruhestand nach wie vor in Panitzsch als Pfarrer im Ruhestand sowie als ehrenamtlicher Kultur-Manager aktiv (aktueller Stand: Dezember 2023).

### Schwelbrand 2012
Das Gotteshaus entging am 21. Oktober 2012 nur knapp einer Feuer-Katastrophe. Ein von einem Elektro-Schaden ausgelöster Schwelbrand wurde vom Pfarrer am Sonntagmorgen rechtzeitig vor dem Gottesdienst entdeckt, die herbeigeeilte Feuerwehr konnte Schlimmeres verhindern. Die Brandschäden konnten bis Weihnachten 2012 behoben werden.

## Flemming-Orgel

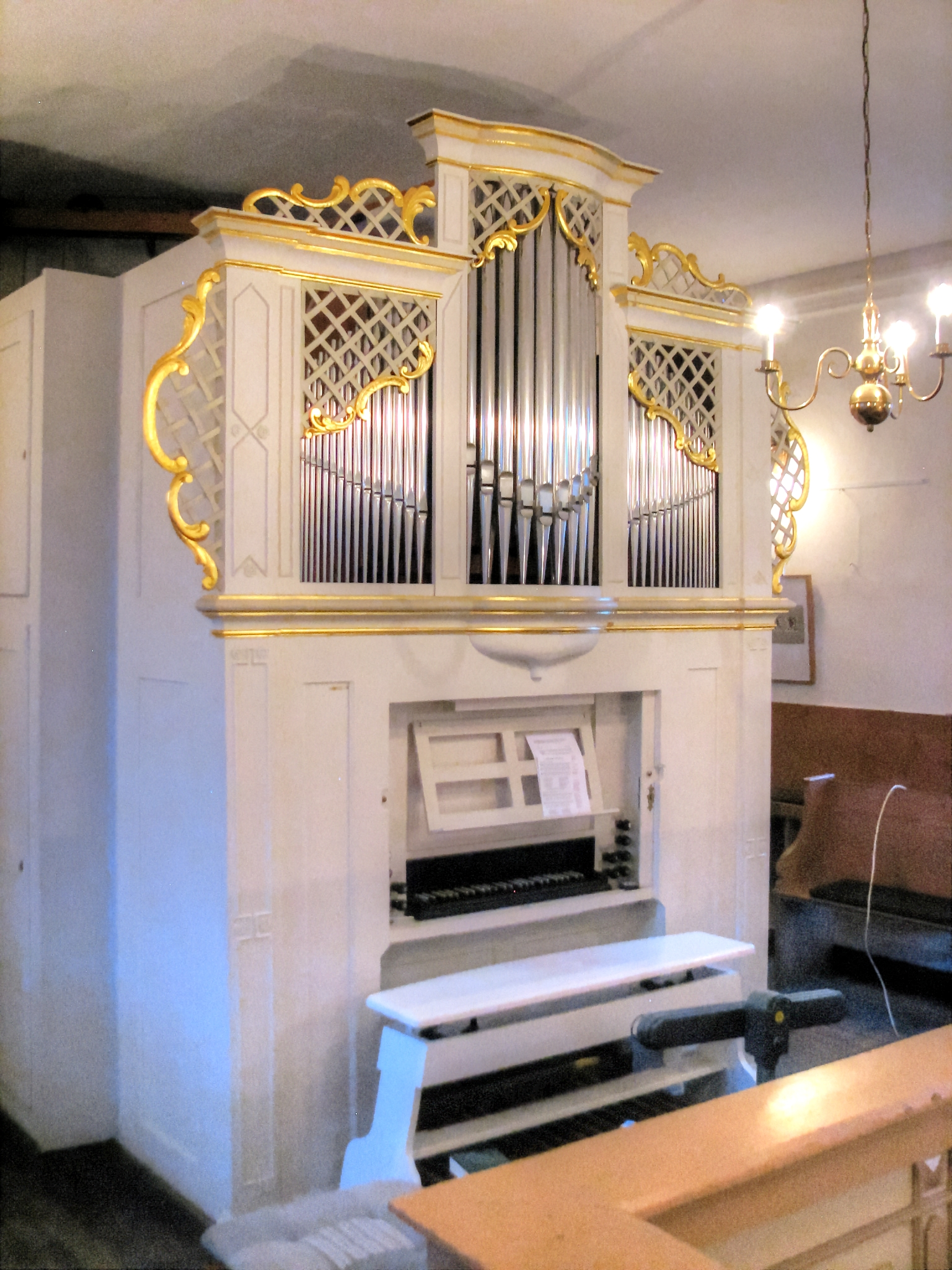
Flemming-Orgel von 1786 in der Kirche Panitzsch, Foto von 2019

Die Orgel mit einem Manual, Pedal und zehn Registern in der Kirche zu Panitzsch wurde vom Torgauer Orgelbauer Johann Christian Friedrich Flemming geschaffen und im Jahr 1786 fertiggestellt. Ihre umfassende Restaurierung und Rekonstruktion 1993 übernahmen die Orgelbaumeister Dieter Voigt und Gisbert Voigt mit ihrer Firma Mitteldeutscher Orgelbau A. Voigt aus Bad Liebenwerda. Wiedereingeweiht wurde sie zum Reformationstag am 31. Oktober 1993.
| Manual         |           |
| Flauto major   | 08′       |
| Viola di Gamba | 08′       |
| Prinzipal      | 04′       |
| Flauto minor   | 04′       |
| Octave         | 02′       |
| Quinte         | 01 ⁄3′    |
| Mixtur III     |           |
| Cornett II     |           |
|                | Tremulant |

| Pedal      |     |
| Subbass    | 16′ |
| Violonbass | 08′ |

- Koppeln: I/P

## Geläut

### Glocken-Restaurierungen 2006 und 2018

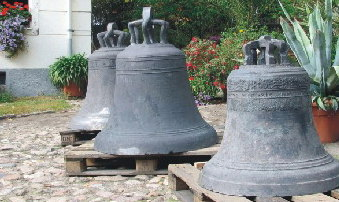
Die drei Glocken der Kirche Panitzsch 2006 nach ihrer Restaurierung – kurz vor Einhub in den Kirchturm

Das Geläut besteht aus drei Bronze-Glocken: die älteste aus der Zeit vor 1400 mit dem Ton as′, eine weitere aus dem Jahr 1459 mit dem Ton f′ (bei beiden Glocken sind die Gießer unbekannt) sowie die jüngste aus dem Jahr 1755 mit dem Ton c′′, gegossen von Martin Heintze aus Leipzig.
Die beiden älteren Glocken haben Ritzzeichnungen auf den Glockenmänteln, die bei einer Glocke von Nikolaus Eisenberg stammen. Sie zeigen Bischof Nikolaus und Erzengel Michael als Drachentöter. Erzengel Michael ist auch auf der östlichen der beiden Wetterfahnen zu sehen, ebenso auf beiden Glockenmänteln je eine Kreuzigungsgruppe mit Maria und Johannes unter den ausgebreiteten Armen des Gekreuzigten. Weiter ist auf der mittelgroßen Glocke zusätzlich Maria mit dem Jesusknaben auf den Armen zu sehen. Da auf beiden Glocken der Bischof Nikolaus zu sehen ist, jedoch nach Auskunft des Stiftsarchivs Merseburg keine Namensnennung der Kirche aus katholischer Zeit nachzuweisen ist, ist zu vermuten, dass Kaufleute die Glocken spendeten, deren Schutzpatron Nikolaus ist. Dafür spricht, dass Panitzschs Lage im Kreuzungsbereich der beiden wichtigsten mittelalterlichen Handelsstraßen, der Alten Salzstraße in Nord-Süd-Richtung und der Via Imperii oder Via Regia und außerdem am Jakobspilgerweg.
Die historischen Kirchenglocken wurden am 28. April 2006 nach Nördlingen in die Spezialwerkstatt für Glockenschweißtechnik verbracht und kamen restauriert am 28. September 2006 zurück. Bis zum Einhub in die neu gefertigte Glockenstube und Glockenstuhl konnten sie und ihre Glockenritzzeichnungen auf dem Pfarrhof betrachtet werden.
Im September 2015 – während der Ausstellung zu historischen Glockenritzzeichnungen von Margarete Schilling – wurden auf der großen Glocke von 1459 ein Kreuzriss im Bild des Erzengels Michael entdeckt, woraufhin die Glocke sofort stillgelegt wurde.
Die Sanierung dauerte bis Ende 2018: Alle drei Glocken haben gewichtsreduzierte und zertifikatgeschmiedete Klöppel bekommen. Diese hängen nicht mehr in den Glocken eingegossenen Ösen in Lederbändern, um die Glocke anzuschlagen, sondern an den Ösen ist jetzt jeweils ein Wendering befestigt, an dem der jeweilige Klöppel in einer kugelgelagerten Achse mit Lederbändern aufgehängt ist. Wegen des Kreuzrisses der großen Glocke ist sie zusätzlich um 30 Grad gedreht worden, weswegen für sie ein neues Joch angefertigt werden musste. Dadurch hat sich der Anschlagpunkt verändert, der unterhalb des Kreuzrisses lag. Auch ist der Anschlag nun sanfter, ohne dass Klangstärke und -schönheit beeinträchtigt wurden. Das gilt ebenso für die beiden anderen Glocken. Laut den Glockensachverständigen ist eine optimale „Heilung“ erreicht worden.

### Geschichte und Ritzzeichnungen
Die älteste Kirchenglocke stammt wohl aus dem Jahr 1380 und hat in großen lateinischen Buchstaben, zweilinig ausgeführt, die Inschrift: O rex gloria veni cum pace („O König der Ehren, komm mit Frieden“). Die andere mittelalterliche Glocke aus dem Jahr 1459 ist die größte der drei Glocken. Sie trägt den Spruch: consolor viva, fleo mortua, pello novica („Ich tröste, was lebt, ich beweine, was stirbt, ich banne, was schadet“). Bei diesen beiden Glocken ist auf den Flanken ein einheitlich nahezu übereinstimmendes Programm figürlicher Glockenritzzeichnungen dargestellt, wie es im Jahr 1894 der Kunsthistoriker Cornelius Gurlitt beschrieb.
Bei dem bischöflichen Heiligen, der auf beiden Glocken wiederkehrt, handelt es sich wahrscheinlich um den Schutzheiligen der Kaufleute und Händler, Nikolaus von Myra. Ihm waren in Sachsen Kirchen an Handelsstraßen, insbesondere auch an Flussübergängen, geweiht. Dem an der Parthe gelegenen Panitzsch kam dabei besondere Bedeutung zu: Dort führte sowohl die Handelsstraße zwischen den beiden Messestädten Leipzig und Frankfurt an der Oder entlang als auch die in West-Ost-Richtung verlaufende alte Salzstraße. Zugleich lassen die Ritzzeichnungen auf ein älteres Michaels-Patrozinium schließen, das bis in die Zeit der Ostkolonisation im 12. Jahrhundert zurückreicht, als der Vorgängerbau der heutigen Kirche vermutlich als Missionsschwerpunkt diente.
Die Panitzscher Ritzungen des späten 14. Jahrhunderts zeichnen eine Frische und Unmittelbarkeit des Ausdrucks aus, wobei ein Einwirken der Mystik insbesondere bei der Kreuzigungsgruppe spürbar wird. Das zeigt sich am bereits um 1300 verwendeten Astkreuz, das im Christentum den Lebensbaum symbolisiert und mit dem sich in Panitzsch die Vorstellung des Wachsens und Grünens verbindet. Vermutlich stammen die älteren Panitzscher Ritzzeichnungen von einem flämisch-sächsischen Bildhauer, ohne dass sich ein bestimmter Künstler belegen lässt.
Anders ist es bei der Glocke von 1459: Als Schöpfer gilt der damals in Leipzig tätige Nikolaus Eisenberg: Er nicklauß Eysenberg hat diese bilde gerissen – so kann man es etwa auf der 1477 von Theoderich Reinhard gegossenen „Gloriosa“ in Leipzigs Thomaskirche lesen. Eisenbergs Glockenritzzeichnungen gehören zu den späten Höhepunkten dieser Kunstgattung in Sachsen.
Ausstellung zu Glockenritzzeichnungen
Die von Margarete Schilling erstellte Ausstellung „Figürliche Ritzzeichnungen auf historischen Glocken aus dem 13.–15. Jahrhundert“, bei der es auch um die beiden mittelalterlichen Glocken mit Ritzzeichnungen im Panitzscher Kirchturm ging, war – kuratiert von Annette Müller-Spreitz – vom 7. Juni bis 22. September 2015 in der Kirche zu Panitzsch zu sehen.

## Kirchgemeinde

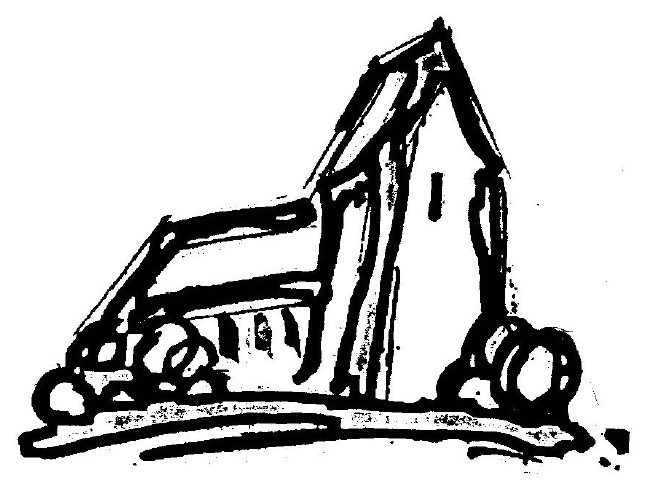
Logo der Kirche Panitzsch

Die Evangelisch-Lutherischen Kirchgemeinden Borsdorf-Zweenfurth, Gerichshain-Althen und Panitzsch (ab 1. Januar 2020 vereinigte Evangelisch-Lutherische Kirchgemeinde Parthenaue-Borsdorf), die Evangelisch-Lutherische St.-Nikolai-Kirchgemeinde Machern und die Evangelisch-Lutherische Kirchgemeinde Püchau-Bennewitz (ab 1. Januar 2020 vereinigte Evangelisch-Lutherische Kirchgemeinde Machern-Püchau-Bennewitz), die Evangelisch-Lutherische Kirchgemeinde Brandis-Polenz und die Evangelisch-Lutherische Kirchgemeinde Beucha-Albrechtshain im Kirchenbezirk Leipziger Land haben mit Wirkung vom
1. Januar 2020 ein Schwesterkirchverhältnis gegründet. Trägerin der gemeinsamen Pfarrstellen und anstellende Kirchgemeinde gemäß § 2 Abs. 3 Kirchgemeindestrukturgesetz ist die Evangelisch-Lutherische Kirchgemeinde Parthenaue-Borsdorf.
Zum 1. Juli 2014 hatte die Kirchgemeinde Panitzsch den Kirchenbezirk Leipzig verlassen und gehört nun zum Kirchenbezirk Leipziger Land. Sie stand von da an bis 31. Dezember 2019 im Schwesterkirchverhältnis mit den Kirchgemeinden Borsdorf-Zweenfurth und Gerichshain-Althen. Kirchenrechtliche Voraussetzung dafür war der entsprechende Beschluss der Kirchenleitung der Evangelisch-Lutherischen Landeskirche Sachsens vom 28. April 2014.
Am 6. Mai 2007 hielt der damalige Landesbischof Jochen Bohl in der Kirche zu Panitzsch eine Predigt.

## Pfarrer der Kirche zu Panitzsch
- 1547: Veit Heckel
- 1571: Sebastian Sperber
- 1580: Simon Bartsch
- 1618: Johann Mülich
- 1633: Christian Eisner
- 1657: Matthias Winkelmann
- 1682: Justin Töllner
- 1697: Johann Jakob Vogel
- 1722/1729: Christian MartinJacobi,
- 1757: Christian Friedrich Wechsler
- 1789: Karl Friedrich August Thoss
- 1828: Johann Ernst Leberecht Petrinus
- 1835: Johann Ernst Leberecht Petrinus
- 1880: Wolfgang Karl Richard Hoffmann
- 1913: Hermann Richard Wolf
- 1922: Max *Adolf Reimers
- 1929: Theodor Karl Schwär
- 1941: Martin Franz Oswald *Wolfgang Kramer
- 1952: Georg-Siegfried Schmutzler
- 1955–1967: Helmut Löffler
- 1968: Hermann Pank[47]
- 1979: Reinhard Freier[48] (bis 2013)

## Varia
- Die Kirche Panitzsch ist Weg-Station auf dem Ökumenischen Pilgerweg,[49] der zum durch Deutschland verlaufenden Bereich des Jakobswegs gehört.
- Seit 25. Juni 2016 gehört die Kirche Panitzsch als 22. Station zur Strasse der Musik.[50]
- Das etwa seit dem Jahr 2000 verwendete, schwungvoll gestaltete Logo der Kirche Panitzsch schuf Herbert Franz.[51]
- Die Kirche Sommerfeld, die 1391 vom Kreuzkloster Meißen an die Thomaskirche Leipzig überging, wurde 1858 eine Filialkirche der Kirche Panitzsch.[52][53]